# Lurie Poston
Lurie Preston Poston (Mount Pleasant, 30 settembre 1996) è un attore e cantante statunitense.

## Biografia e carriera
Lurie è nato a Mount Pleasant, South Carolina. Ha iniziato la sua carriera prendendo parte nel cast del musical di Broadway Chitty Chitty Bang Bang, recitando in più di 300 spettacoli.  Nel 2003, ha avuto una piccola parte recitando un giovane personaggio principale nel film Girls Will Be Girls. Ha inoltre recitato nel film del Walk Hard - La storia di Dewey Cox e nel film Fratellastri a 40 anni con Will Ferrell e John C. Reilly.
Ha recitato il suo primo ruolo da protagonista, interpretando Joshua Dowd, nel 2008 nel pluripremiato lungometraggio Ready? OK!, con Carrie Preston e Michael Emerson.
Nel 2010 ha recitato nel film Knucklehead.
Nel novembre del 2011, è apparso come guest-star nel finale di stagione di Workaholics.

## Filmografia
| Anno | Titolo                             | Ruolo             | Note                                        |
| ---- | ---------------------------------- | ----------------- | ------------------------------------------- |
| 2003 | Girls Will Be Girls                | Giovane Varla     |                                             |
| 2007 | Walk Hard - La storia di Dewey Cox | Dewey Cox bambino |                                             |
| 2008 | Ready? OK!                         | Joshua Dowd       |                                             |
| 2008 | Fratellastri a 40 anni             | Tommy             |                                             |
| 2010 | Knucklehead                        | Todd              |                                             |
| 2011 | Workaholics                        | Damien Carmichael | 6 Hours Till Hedonism II - Titolo Originale |

## Musica
Il 12 ottobre 2010, Laurie ha pubblicato il suo singolo di debutto Knee Deep In Mud.